# Neelamperoor Madhusoodanan Nair
Neelamperoor Madhusoodanan Nair (25 mars 1936 – 2 janvier 2021) est un poète indien écrivant en malayalam.